# Plethodon neomexicanus
Plethodon neomexicanus é uma espécie de salamandra da família Plethodontidae.
É endémica do Novo México.
Os seus habitats naturais são: florestas temperadas.
Está ameaçada por perda de habitat.